# Dieter Speer
Dieter Speer (Liegnitz, 24 de febrero de 1942) es un deportista alemán que compitió para la RDA en biatlón.
Participó en los Juegos Olímpicos de Sapporo 1972, obteniendo una medalla de bronce en la prueba por relevos. Ganó tres medallas en el Campeonato Mundial de Biatlón entre los años 1970 y 1973.

## Palmarés internacional
| Juegos Olímpicos   | Juegos Olímpicos             | Juegos Olímpicos  | Juegos Olímpicos |
| Año                | Lugar                        | Medalla           | Prueba           |
| ------------------ | ---------------------------- | ----------------- | ---------------- |
| 1972               | Sapporo (Japón)              | Medalla de bronce | Relevos          |
| Campeonato Mundial |                              |                   |                  |
| Año                | Lugar                        | Medalla           | Prueba           |
| 1970               | Östersund (Suecia)           | Medalla de bronce | Relevos          |
| 1971               | Hämeenlinna (Finlandia)      | Medalla de oro    | Individual       |
| 1973               | Lake Placid (Estados Unidos) | Medalla de bronce | Relevos          |